# Plumarella pourtalesii
Plumarella pourtalesii är en korallart som först beskrevs av Addison Emery Verrill 1883.  Plumarella pourtalesii ingår i släktet Plumarella och familjen Primnoidae. Inga underarter finns listade i Catalogue of Life.